# ديفيد كارلسون
ديفيد كارلسون (بالسويدية: David Carlsson)‏ (7 مارس 1983 بستوكهولم في السويد - ) هو لاعب كرة قدم سويدي في مركز الهجوم. لعب مع نادي براغي ونادي برومابويكارنا ونادي ماريهامن ونادي هلسنكي وGBK Kokkola ‏ ونادي فيستيروس ‏ وÄlvsjö AIK ‏ وNordic United FC ‏ وFF Jaro ‏ وGröndals IK ‏.

## وصلات خارجية
- ديفيد كارلسون على موقع قاعدة بيانات كرة القدم.إي يو (الإنجليزية)